# Abraham Stanyan
Abraham Stanyan (ur. 1669, zm. 1732) – brytyjski dyplomata.
Stanyan był brytyjskim wysłannikiem do protestanckich kantonów szwajcarskich w 1714 roku, w latach 1716-1718 ambasadorem przy wiedeńskim dworze, w latach 1718-1730 ambasador w Stambule, do tego w latach 1714-1717 pełnił funkcję komisarza floty (Commissioner of the Admiralty). 
Należał do wigowskiego Kit-Cat Club.